# Wu chin hsi

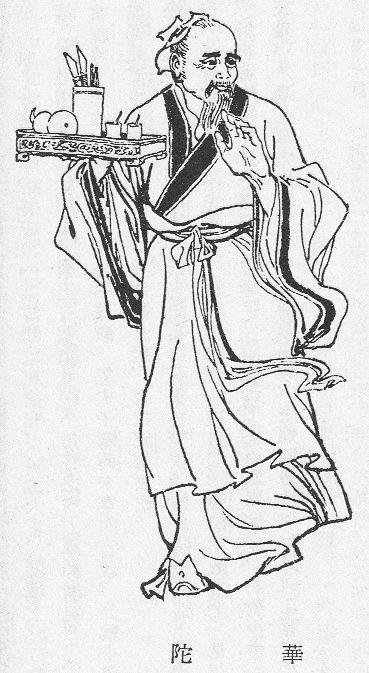
Hua Tuo, criador do Jogo dos Cinco Animais.

O wu chin hsi (Wuqin xi) - 五禽戲 - ,  movimento dos cinco animais (também chamado de jogo ou brincadeira dos cinco animais) foi criado na China no último período da Dinastia Han (206 a.C. - 220 d.C) pelo médico Hua Tuo (110 - 207 d.C.).
O wu chin hsi é um dos sistemas de exercícios chineses para melhorar a forma física e para fins terapêuticos, que servem para facilitar a livre circulação da energia (chi) e aumentar a resistência às doenças.
Desde a sua criação surgiram muitas variações desses movimentos, que foram sendo modificados e aperfeiçoados através do tempo por famílias e professores, sendo hoje conhecidos exercícios que imitam o movimento de diferentes animais.